# Henning von Holtzendorff
Henning von Holtzendorff (Berlino, 9 gennaio 1853 – Prenzlau, 7 giugno 1919) è stato un ammiraglio tedesco che prestò servizio nella Kaiserliche Marine (Marina Imperiale Tedesca).

## Carriera
Nacque da una famiglia prussiana di antica nobiltà. Entrò in giovane età nella neocostituita
Kaiserliche Marine. Dal 1909 al 1913 comandò la Hochseeflotte.
A causa di dissapori con Alfred von Tirpitz e Guglielmo II riguardo alla politica della corsa agli armamenti lasciò la flotta e nel 1913 si ritirò, più o meno volontariamente, a vita privata.

## Prima guerra mondiale
Nel settembre 1915 Holtzendorff rientrò in servizio, per essere in seguito, nel 1917, promosso Grandammiraglio.
Fin dall'inizio della prima guerra mondiale fu posto a capo dell'ufficio del personale della Marina.
In questa veste nel dicembre 1916 sottopose al kaiser Guglielmo II un memorandum
in cui consigliava l'adozione della guerra sottomarina indiscriminata contro le potenze alleate: tale metodo di guerra avrebbe costretto a mettere sulla difensiva i britannici entro cinque mesi, ed entro otto li avrebbe demoralizzati. A quel punto si sarebbe probabilmente verificata l'entrata in guerra degli Stati Uniti a fianco dell'alleato europeo, ma secondo Holtzendorff la guerra sottomarina avrebbe provocato il collasso della Gran Bretagna, principale potenza dell'Intesa, prima che gli statunitensi potessero far valere il proprio peso in Europa.
La guerra sottomarina totale ebbe inizio da parte tedesca il 1º febbraio 1917. Il successo desiderato non venne, gli Stati Uniti entrarono comunque in guerra, e la Gran Bretagna non venne indebolita in maniera cruciale.
Ciò condusse alla sostituzione di Holtzendorff nell'agosto 1918 con la nomina di Reinhard Scheer
come Oberkommandieren della Marina.
Dopo la fine della guerra Holtzendorff si ritirò a vita privata sino alla morte, il 7 giugno 1919.